# Statut consultatif
L'expression statut consultatif se réfère généralement à un type d’accréditation d'observateur ou de participant donné aux organisations non-gouvernementales au sein des institutions publiques, en particulier les organisations internationales.

## Nations Unies
L'expression « statut consultatif auprès du Conseil économique et social (ECOSOC) » (ou « statut ECOSOC ») est utilisée au sein du système des Nations unies pour se référer aux ONG ayant le statut d'observateur à toutes les réunions publiques de l'ECOSOC et de ses organes subsidiaires, approuvé au sein du Comité chargé des organisations non gouvernementales de l'ECOSOC.

## Conseil de l'Europe
L'expression « statut consultatif » était auparavant utilisée pour les OING du Conseil de l'Europe, et précédait le « statut participatif ».